# Totalrefleksion
Totalrefleksion på en overflade sker, når alt lys reflekteres, og intet transmitteres. Fænomenet forekommer, når lyses kommer fra et materiale med et højere brydningsindeks og rammer overfladen med en indfaldsvinkel større end en kritisk vinkel {\displaystyle \theta _{c}}.
Indre totalreﬂeksion bliver for eksempel anvendt i lysledere for at undgå tab. Lysledere anvendes blandt andet til medicinske undersøgelser og til tele- og datakommunikation.

## Udledning
Betingelsen for totalrefleksion kan udledes vha. Snells lov:
{\displaystyle n_{i}\sin \theta _{i}=n_{b}\sin \theta _{b}}
hvor {\displaystyle n_{i}} og {\displaystyle n_{b}} er brydningsindekserne for hvert medie, {\displaystyle \theta _{i}} er indfaldsvinklen, og {\displaystyle \theta _{b}} er den brudte vinkel på det transmitterede lys. Når den brudte vinkel er {\displaystyle 90^{\circ }} eller derover, bliver intet lys transmitteret. Betingelsen for den kritiske vinkel {\displaystyle \theta _{c}} er altså:
{\displaystyle n_{i}\sin \theta _{c}=n_{b}\sin 90^{\circ }}
Sinus til {\displaystyle 90^{\circ }} er 1, så:
{\displaystyle n_{i}\sin \theta _{c}=n_{b}}
Den kritiske vinkel er dermed givet ved:
{\displaystyle \theta _{c}=\sin ^{-1}{\frac {n_{b}}{n_{i}}}}
Da sinus til en vinkel ikke kan være højere end én, er denne betingelse kun mulig, når:
{\displaystyle n_{b}<n_{i}}
Totalrefleksion ses altså kun, når lyset kommer fra et medie med højere brydningsindeks.

## Relation til Brewster-vinklen
Brewster-vinklen, hvor alt reflekteret lys er s-polariseret, er også givet ved brydningsindekserne:
{\displaystyle \theta _{B}=\tan ^{-1}{\frac {n_{b}}{n_{i}}}}
Relationen mellem den kritiske vinkel og Brewster-vinklen er således:
{\displaystyle \sin \theta _{c}=\tan \theta _{B}}
De to vinkler ligger tæt på hinanden, så længe de er små.